# Centro Cultural del Bosque (Ciudad de México)

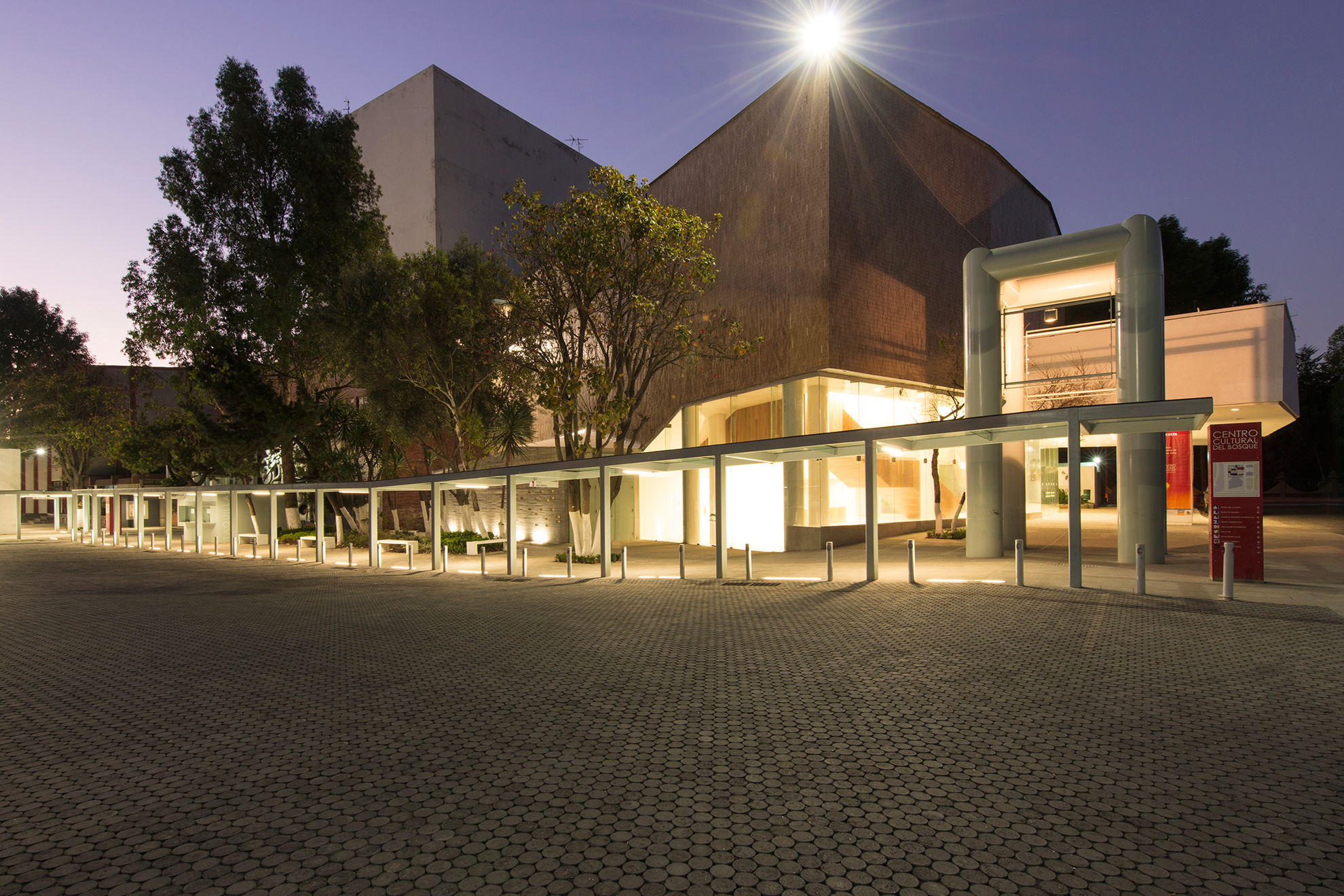
Teatro Julio Castillo del Centro Cultural del Bosque

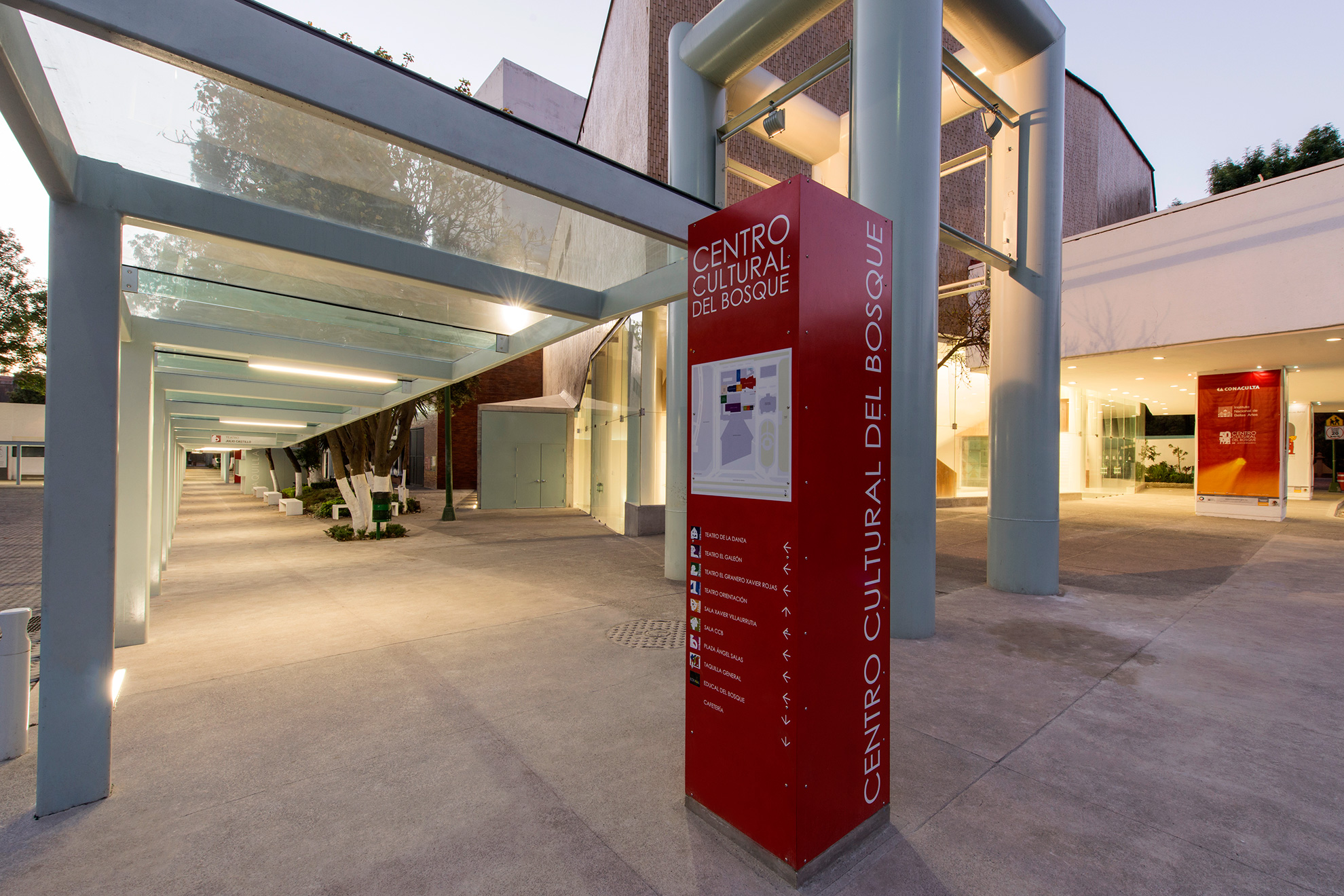
Remodelación del Centro Cultural del Bosque durante su 50 aniversario.

El Centro Cultural del Bosque (CCB) del Instituto Nacional de Bellas Artes y Literatura (INBAL) es un recinto dedicado a las artes escénicas, contiguo al Paseo de la Reforma y el Campo Marte. Localizado a un lado del Auditorio Nacional, es uno de los enclaves más emblemáticos de la Ciudad de México, al pie del Bosque de Chapultepec. 
El complejo alberga seis espacios escénicos, una sala para géneros alternativos y una plaza para funciones al aire libre. Cuenta también con una sucursal de las librerías de arte EDUCAL del CONACULTA, salones de ensayo y de usos múltiples así como las instalaciones de diversas instancias del Instituto, cumpliendo así, uno de sus objetivos primordiales: ofrecer una amplia oferta de puestas en escena, eventos especiales y culturales para todo público. También se localiza dentro del complejo la Escuela Nacional de Danza Folclórica   (ENDF) perteneciente al INBAL.
El CCB fue diseñado al inicio de la década de los sesenta por Pedro Ramírez Vázquez y Ramiro González Del Sordo. En 2012 con motivo de su 50 aniversario, sus áreas exteriores y varios de sus teatros fueron remodelados por los arquitectos José Castillo y Alejandro Luna.

## Historia
El origen del Centro Cultural del Bosque se remonta a los juegos olímpicos de Londres 1948 en los cuales el equipo ecuestre mexicano, comandado por el general Humberto Mariles, realizó una hazaña histórica. Montando a su caballo Arete, el general consiguió la primera medalla olímpica de oro para México. El equipo logró en total dos preseas doradas, una de plata y una de bronce en equitación.
Animado por estos resultados, el entonces Presidente de la república, Lic. Miguel Alemán Valdés, emprendió un proyecto ambicioso. El ejecutivo federal cedió la pista de prácticas del campo de polo Marte para la construcción de un complejo dedicado exclusivamente a la exhibición ecuestre.
Con más de medio siglo de tradición en la enseñanza y disfrute de la cultura, el Centro Cultural del Bosque se ha convertido, en un espacio histórico fundamental para la exhibición, promoción y desarrollo de las artes en México.
Es un espacio vital en el que se produce una buena parte del quehacer escénico nacional. Se ensayan, montan y realizan obras coreográficas y teatrales, que se presentan en los teatros y foros del propio CCB, algunas de las cuales posteriormente tienen representación y resonancia nacional e internacional. Lo que lo convierte en un recinto indispensable para la comunidad escénica.

## Recintos
El CCB está compuesto por ocho espacios escénicos con programación permanente durante todo el año, ofreciendo al público una variada muestra de las artes escénicas nacional e internacional, con compañías independientes de México y Latinoamérica así como presentaciones de las diversas agrupaciones artísticas del INBA y el Conaculta en los siguientes espacios:
- Teatro del Bosque Julio Castillo: con capacidad para 1000 personas. Tipo de escenario: teatro a la italiana, mecánica manual. Inaugurado en 1957.

- Teatro El Galeón Abraham Oceransky: con capacidad para 350 personas. Tipo de escenario: teatro cerrado, escenario caja negra / multifuncional, mecánica manual. Inaugurado en 1972.

- Teatro El Granero Xavier Rojas: con capacidad para 174 personas. Tipo de escenario: teatro arena, mecánica manual. Inaugurado en 1956.

- Teatro Orientación Luisa Josefina Hernández: con capacidad para 305 personas. Tipo de escenario: teatro a la italiana, mecánica manual. Inaugurado en 1958.

- Sala Xavier Villaurrutia: con capacidad para 118 personas. Tipo de escenario: teatro a la italiana, mecánica manual. Inaugurado en 1957.

- Teatro de la Danza: con capacidad para 336 personas.Tipo de escenario: teatro cerrado, escenario tipo italiano, mecánica manual. Inaugurado en 1969.

- Sala CCB: capacidad variable, cupo máximo 120 personas. Tipo de escenario: caja negra / multifuncional, se adapta según los requerimientos del espectáculo.  Se utiliza como sala de usos múltiples de corte experimental desde 1996.

- Plaza Ángel Salas: capacidad: gradería para 200 personas y hasta 1500 de pie. Tipo de escenario: foro al aire libre con equipamiento básico que incluye postes de iluminación y módulo: caseta / taquilla / cabina. Inaugurado en 1969.

## Instalaciones
En el CCB también se encuentran las siguientes instancias del INBA: 
- El Área Artística de la Compañía Nacional de Danza.
- La Coordinación Nacional de Danza.
- La Coordinación Nacional de Teatro.
- Las oficinas de la Dirección General del INBA y tres de sus Subdirecciones Generales.
- La Escuela Nacional de Danza Folklórica.
- El Salón de ensayos de la Orquesta de Cámara de Bellas Artes

## Arquitectura
En el recinto se localiza también la escultura “Las artes escénicas” de Luis Ortiz Monasterio y la fuente “El recreo infantil del bosque”, de Pedro Ramírez Vázquez y el escultor Augusto Escobedo. El conjunto cultural fue remodelado en su totalidad en el año de 1991 por los arquitectos Teodoro González de León y Abraham Zabludovsky 

## Citas sobre el recinto
“Entre el niño que empezó a ir a la Unidad Artística y Cultural del Bosque y el adulto que ahí estrenó una obra de teatro, en ese ínterin, está sobre todo un espectador”. Juan Villoro
“El Centro Cultural del Bosque pertenece a mi memoria más remota del descubrimiento del asombro de lo que es el teatro. Aloja un detonador que es semillero, generosísimo, fundamentalmente del arte escénico, del teatro y de la danza […]” Luis de Tavira
“El Centro Cultural del Bosque tiene significado para muchísima gente que ha decidido dedicar su vida al teatro. […] Es una casa para todos nosotros”. Alejandro Luna